# Кудагу
Кудагу (дарг. Ккудау) — село Дахадаевского района Дагестана. Административный центр Кудагинского сельского поселения.

## География
Село находится на высоте 1300 м над уровнем моря. Ближайшие населённые пункты — Дибгаши, Зубанчи, Трисанчи, Джурмачи, Сурхачи, Ираки, Зильбачи, Ираги, Чахдикна, Иричи.

## История
Кудагу было частью общества Муйра.

## Население
| 1895 | 1926 | 1939 | 1970 | 1989 | 2002 | 2010 |
| ---- | ---- | ---- | ---- | ---- | ---- | ---- |
| 148  | ↗248 | ↗317 | ↗356 | ↗492 | ↗670 | ↘561 |
| 2021 |      |      |      |      |      |      |
| ↗626 |      |      |      |      |      |      |